# Григоре IV Гіца
Григоре IV Гіка або Григоре Дімітрі Гіка (30 червня 1755 — 29 квітня 1834) був князем Волощини у 1822—1828 роках. Належав до роду Гіци, був братом Александра II Гіци та дядьком Дори д'Істрії.
Хоча багато його родичів займали трон у Волощині та Молдавії як фанаріоти, зміна режиму після війни за незалежність Греції, повстання Тудора Владіміреску 1821 року та короткого правління Філікі Етайреї у двох Дунайських князівствах призвела до того, що Григоре IV вважається першим у низці правителів, які не були фанаріотами. Вибори князя в Дивані, хоча і були передбачені Аккерманською конвенцією 1826 року, не були організовані, головним чином, через події, що прискорили їхнє проведення. Як князь Григоре стежив за розвитком сільського господарства у своєму регіоні. Він також сприяв розвитку національної румунської літератури.
Князь був вигнаний російською окупацією (див. Російсько-турецька війна, 1828—1829).
Григоре IV Гіка був одружений спочатку на Марії Хангерлі або Шанцереш (родичці Вселенського патріарха Самуїла I Шанцереша), з якою мав шістьох синів (Косташ, Йоргу, Скарлат, Григоре, Панаїт і Димитрій), а потім на Євфросині Шевеску, з якою мав двох доньок (Марію й Александріну).